# Смолянинов Олег Олексійович
Олег Олексійович Смолянинов (нар. 4 січня 1959, Ворошиловськ, УРСР) — радянський, російський та український футболіст, півзахисник, нападник, згодом — тренер.

## Кар'єра гравця
Розпочав кар'єру в клубі Торпедо (Таганрог). У 1981—1982 роках виступав за СКА (Ростов-на-Дону). Після цього захищав кольори нікопольського «Колосу». Найбільш відомий виступами за донецький «Шахтар» в 1983-1989 роках. У 1990 році виступав за «Зеніт» (Ленінград). Після цього виступав у «Дніпрі», «Текстильнику» (Камишин), запорізькому «Металурзі», «Зорі-МАЛС» та «Нафтохіміку» (Кременчук). З 1994 року виступав за «Ваккер» (Нордгаузен), «Адміру» та «Бней Єгуда». Влітку 1997 року завершив кар'єру в клубі «Авангард-Індустрія».

## Кар'єра тренера
Ще будучи гравцем «Авангарду» суміщав у ньому функції тренера. В сезоні 1997/98 років був головним тренером клубу «Шахтар» (Макіївка). З 1999 року по 2005 рік тренував хабаровський клуб «СКА-Енергія». На посаді тренера бакинського «Інтера» у 2006 році протримався всього 37 днів. У січні 2008 став головним тренером алчевської «Сталі», де намагався робити ставку на молодь, але команда, кістяк якої складали молоді футболісти, не давала стабільного результату. В результаті по завершенні матчу «Сталі» проти «Динамо-2» (0:2) подав у відставку.

## Досягнення

### Командні
- Кубок СРСР
  -  Володар (1): 1986

- Суперкубок СРСР
  -  Фіналіст (1): 1986

- Кубок Федерації футболу СРСР
  -  Фіналіст (1): 1990

### Індивідуальні
- Майстер спорту СРСР (1983)